# Крестьянская газета (издательство)
«Крестьянская газета» — советское газетно-журнальное издательство Центрального комитета Всесоюзной коммунистической партии (большевиков).

## История
Издательство создано в 1923 году по решению XII съезда коммунистической партии для обеспечения Советской Республики периодическими изданиями, ориентированными на трудовое крестьянство.
Издательство выпускало «Крестьянскую газету», выходившую 2, а затем 3 раза в неделю, несколько журналов, в том числе журнал «Крестьянка» и отдельные издания, распространявшиеся по подписке среди крестьян и колхозников.
Адрес редакции: Москва, ул. Воздвиженка, д. 9.
Ликвидировано в 1939 году.

## Издания

### Газеты
- «Крестьянская газета» (1923 — 1939)
- «Крестьянская газета для молодёжи» (1931 — 1934)
- «Крестьянская газета для начинающих читать» (1930 — 1939)

### Журналы
- «Всесоюзная сельскохозяйственная выставка» (1935 — 1939)
- «Деревенский коммунист»
- «За революционную законность» (1935 — 1937)
- «Колхозник» (1934 — 1939)
- «Крестьянка»
- «Крестьянский журнал» (1923 — 1932)
- «Оборона и физкультура» (1935 — 1937)
- «Промыслы и ремёсла»
- «Селькор»
- «Справочник крестьянина» (1924 — 1928)
- «Спутник коммуниста в деревне»
- «Учись сам»